# جمال لاسيليس
جمال لاسيليس (بالإنجليزية: Jamaal Lascelles)‏ (Jamal Lascelles) (11 نوفمبر 1993 في دربي في المملكة المتحدة – )؛ هو لاعب كرة قدم انجليزي يلعب في نادي نيوكاسل يونايتد كمدافع وهو أيضا كابتن الفريق.

## روابط خارجية
- جمال لاسيليس على موقع الاتحاد الأوربي (الإنجليزية)
- جمال لاسيليس على موقع إي إس بي إن إف سي (الإنجليزية)
- جمال لاسيليس على موقع قاعدة بيانات كرة القدم.إي يو (الإنجليزية)
- جمال لاسيليس على موقع ليكيب (الفرنسية)
- جمال لاسيليس على موقع Soccerbase.com (لاعب) (الإنجليزية)
- جمال لاسيليس على موقع Soccerway.com (الإنجليزية)
- جمال لاسيليس على موقع عالم كرة القدم.نت (الإنجليزية)
- جمال لاسيليس على موقع AS.com (الإسبانية)